# Ceribašići
Ceribašići är en ort i Bosnien och Hercegovina.   Den ligger i entiteten Federationen Bosnien och Hercegovina, i den centrala delen av landet, 80 km väster om huvudstaden Sarajevo. Ceribašići ligger 601 meter över havet och antalet invånare är 303.
Terrängen runt Ceribašići är huvudsakligen kuperad, men den allra närmaste omgivningen är platt.Närmaste större samhälle är Bugojno, 5,7 km söder om Ceribašići. 
Omgivningarna runt Ceribašići är en mosaik av jordbruksmark och naturlig växtlighet. Runt Ceribašići är det ganska tätbefolkat, med 93 invånare per kvadratkilometer.